# 3Arena
„3Arena“ е зала в ирландската столица Дъблин, която отваря врати през 2008 г. на мястото на театър „Пойнт“. От 2008 г. до 2014 г. залата се нарича „The O2“. Има 9500 седящи места и побира до 14 500 зрители, включително и правостоящи такива. Първите музиканти, които изпълняват в залата, са Боно и Дейв „Едж“ Евънс от ирландската рок-група „Ю Ту“. В края на 2014 г. залата е преименувана на „3Arena“. Тя е собственост на Лайв Нейшън.